# Theo Piniau
Theo Piniau (né le 8 juin 1993 à Kokopo) est un athlète papouasien, spécialiste du sprint.

## Carrière
Il représente son pays sur 200 m aux Jeux olympiques d'été de 2016 à Rio.